# Stade Tshikisha
Stade Tshikisha – wielofunkcyjny stadion w Mbuji-Mayi w Demokratycznej Republice Konga. Jest obecnie używany głównie dla meczów piłki nożnej. Swoje mecze rozgrywają na nim drużyny piłkarskie AS Bantous, OC Mbongo Sport i SM Sanga Balende. Stadion może pomieścić 8000 osób.